# Royal Aircraft Factory S.E.5
Royal Aircraft Factory S.E.5 byl britský jednomístný dvouplošný stíhací letoun používaný v první světové válce, vyráběný firmou Royal Aircraft Factory. Vyráběl se v základní verzi S.E.5 (S.E.5s) a později jako vylepšená verze s výkonnějším motorem S.E.5a.

## Vývoj
Požadavek na vývoj nového stíhacího letounu vznikl pod dojmem momentální letecké převahy Německa během léta 1916. Nová stíhačka dostala osmiválcový vidlicový motor Hispano-Suiza 8a s výkonem 150 hp (112 kW) a první lety třech, zatím ještě neozbrojených S.E.5 (Scout Experimental 5) proběhly již v listopadu téhož roku. Dva stroje byly zničeny při havárii a na třetím se před zahájením sériové výroby provedly a testovaly ještě další úpravy.
Sotva bylo vyrobeno 77 kusů první varianty S.E.5 (S.E.5s), poháněné buď motory Hispano-Suiza 8A nebo licenčními motory W.4A Python, začal se vyrábět zdokonalený model S.E.5a. Všemi výrobci, mezi které patřily firmy Austin Motors a Vickers bylo vyrobeno celkem 5205 strojů S.E.5. Některé byly přestavěny na dvoumístné cvičné letouny. Po objednávce na 1000 strojů S.E.5 zahájila výrobu také americká firma Curtiss - před koncem války však vyrobila pouze jeden kus.
Použitím motorů řady Hispano-Suiza 8b nebo jejich licenčními deriváty, v Británii u firmy Wolseley Motors Ltd. vyráběnými motory W.4A* Viper, popř. reduktorovými motory Wolseley W.4B Adder s výkonem 200 hp (149 kW) se odstranily problémy s nízkým výkonem prvních motorů a maximální rychlost se zvýšila o 45 km/h.
Podobně jako jiné letouny firmy Royal Aircraft Factory (B.E.2, F.E.2) byl S.E.5 velmi stabilní a dobře vyzbrojený letoun, krom toho také jedním z nejrychlejších stíhačů Velké války srovnatelný například s francouzským SPADem S.XIII. Nebyl sice tak obratný jako Sopwith Camel, ale zase bezpečný pro méně zkušené piloty, kteří se Camelu obávali.
Výzbroj tvořil v trupu napůl zapuštěný synchronizovaný kulomet Vickers ráže 7,7 mm a další kulomet Lewis stejné ráže nad horním křídlem upevněný na kolejnicovém závěsu Foster, ze kterého byla možná střelba vzhůru nad letadlo. Poloha kokpitu blíže ke středu trupu sice znesnadňovala výhled směrem dolů vpřed, ale celkový výhled pilota byl uspokojivý.

## Na frontě

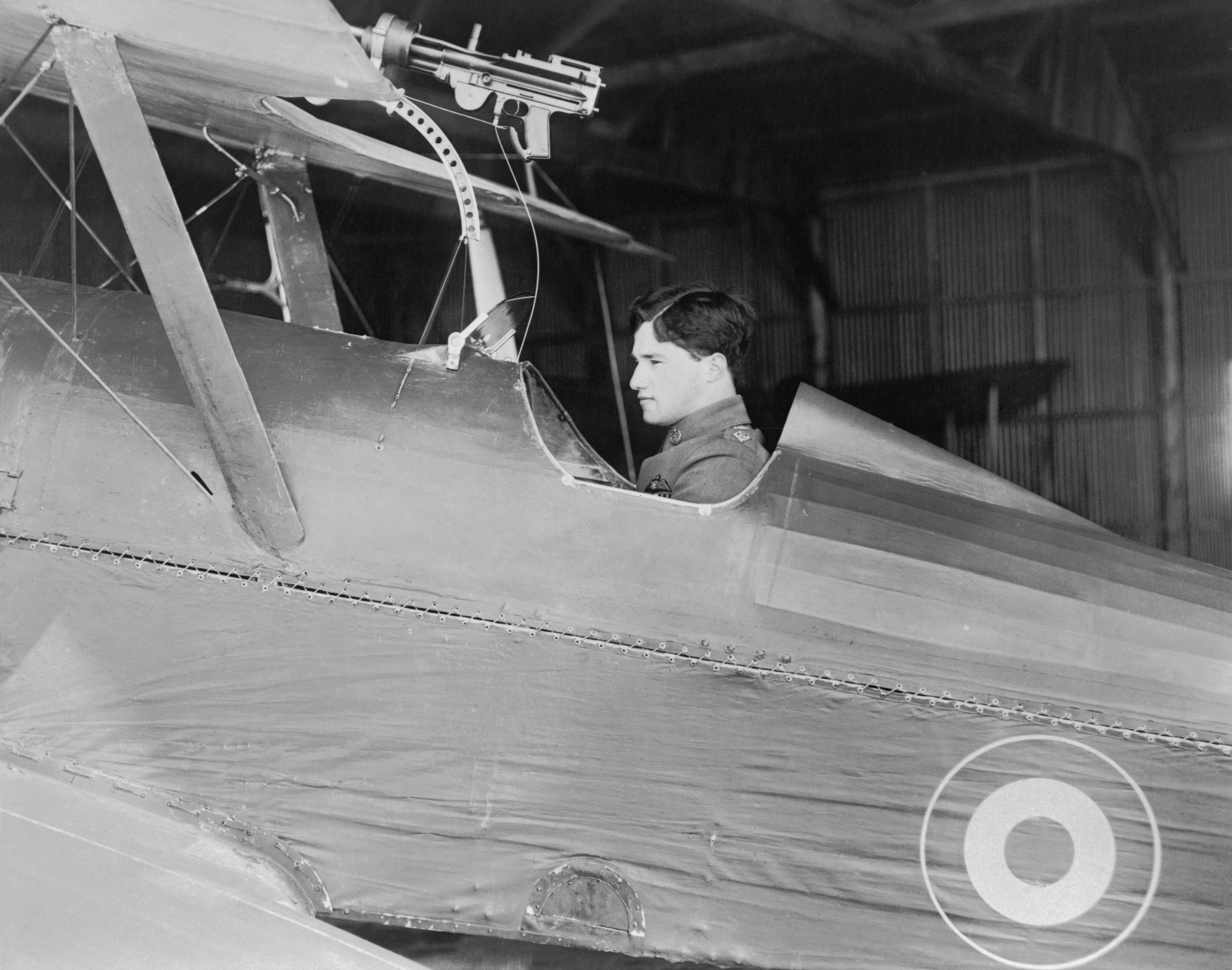
Albert Ball v kokpitu svého S.E.5a

S.E.5 začala používat 56. peruť RFC v březnu 1917 i když na západní frontě zahájila bojové operace teprve následující měsíc průzkumným letem 22. dubna. Verze S.E.5a byla nasazena na frontu v červnu 1917. V roce 1918 bylo letouny S.E.5 vybaveno 21 perutí britského letectva a dvě perutě Spojených států. Létaly na nich mnohá letecká esa jako Billy Bishop, Edward Mannock nebo James McCudden. Legendární britský pilot Albert Ball, který zalétával jeden z prvních třech prototypů letoun zpočátku zavrhoval, nakonec však s tímto strojem nárokoval 17 ze svých 44 sestřelů. McCudden komentoval S.E.5 takto:
Bylo skvělé sedět v letadle rychlejším než mají Hunové a vědět, že by měli raději zmizet dřív než zažijí opravdové peklo. (volný překlad)
Sholto Douglas, který vedl 84. peruť RFC a létal nejprve na S.E.5, charakterizoval kvality letounu takto:
- Pohodlný s dobrým výhledem.
- Udržuje výkon i manévrovatelnost ve vysokých výškách.
- Stabilní s dobrým zrychlením při střemhlavém letu.
- Schopný prudkého stoupání.
- Použitelný v obranných i útočných manévrech.
- Celkově pevná konstrukce.
- Vybaven spolehlivým motorem.

## Varianty

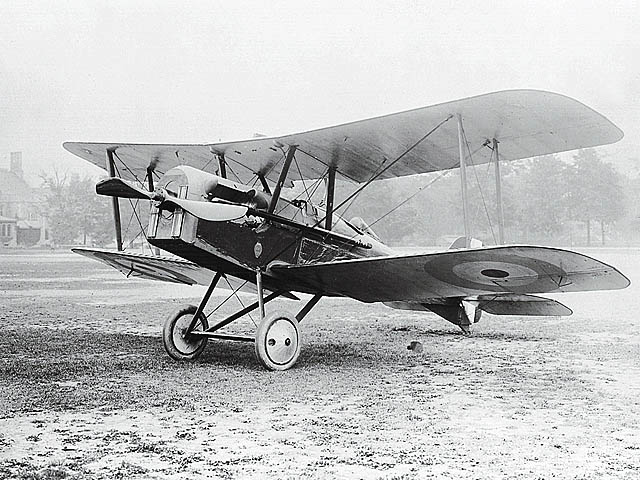
S.E.5a

### S.E.5
- První varianta s motorem Hispano-Suiza 8a, 150 k (112 kW).
- Vyrobeno 77 kusů.

### S.E.5a
- Nejvíce vyráběná vylepšená varianta s motorem Hispano-Suiza 8b, 200 k (149 kW).

## Specifikace (S.E.5)

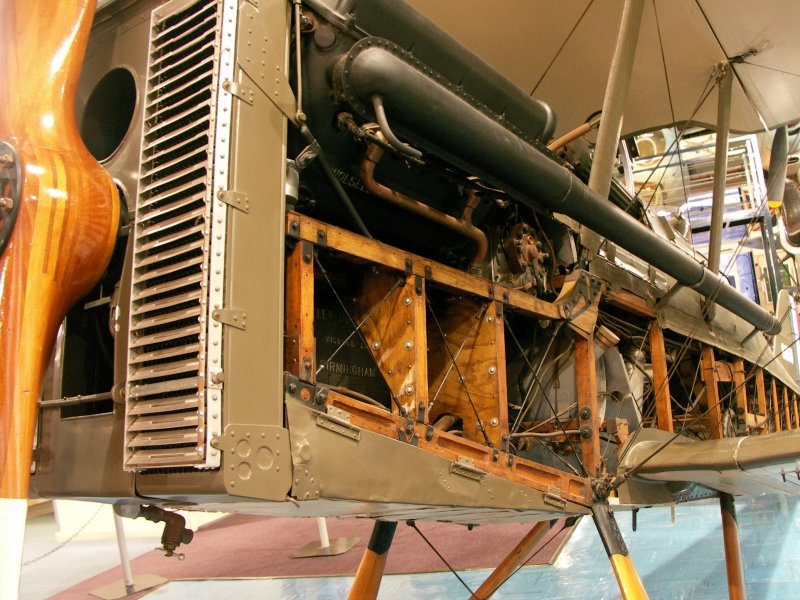
Royal Aircraft Factory S.E.5

### Technické údaje
- Posádka: 1 (pilot)
- Rozpětí: 8,509 m (pozdější stroje 8,103 m)
- Délka: 6,375 m
- Výška: 2,895 m
- Plocha křídel: 23,21 m²
- Prázdná hmotnost: 634 kg
- Vzletová hmotnost: 878 kg
- Pohonná jednotka: 1 × vidlicový osmiválec Hispano-Suiza 8a
  - Výkon pohonné jednotky: 150 hp (112 kW)

### Výkony
- Maximální rychlost:
  - 196 km/h ve výšce 914 m
  - 158 km/h ve výšce 4572 m
- Dostup: 5181 m
- Čas výstupu do výšky:
  - 1981 m ÷ 8 min
  - 4572 m ÷ 29 min 30 sec
- Vytrvalost 2,5 h

### Výzbroj
- 1 × synchronizovaný kulomet Vickers ráže 7,7 mm polozapuštěný v trupu
- 1 × kulomet Lewis ráže 7,7 mm nad horním křídlem

## Specifikace (S.E.5a)

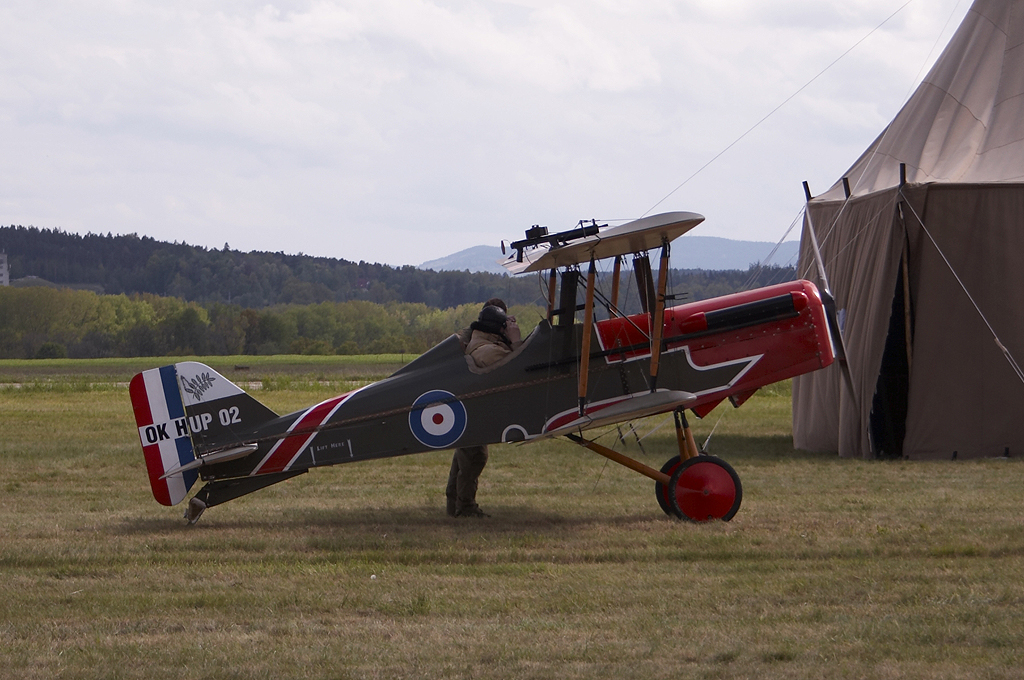
Replika S.E.5a

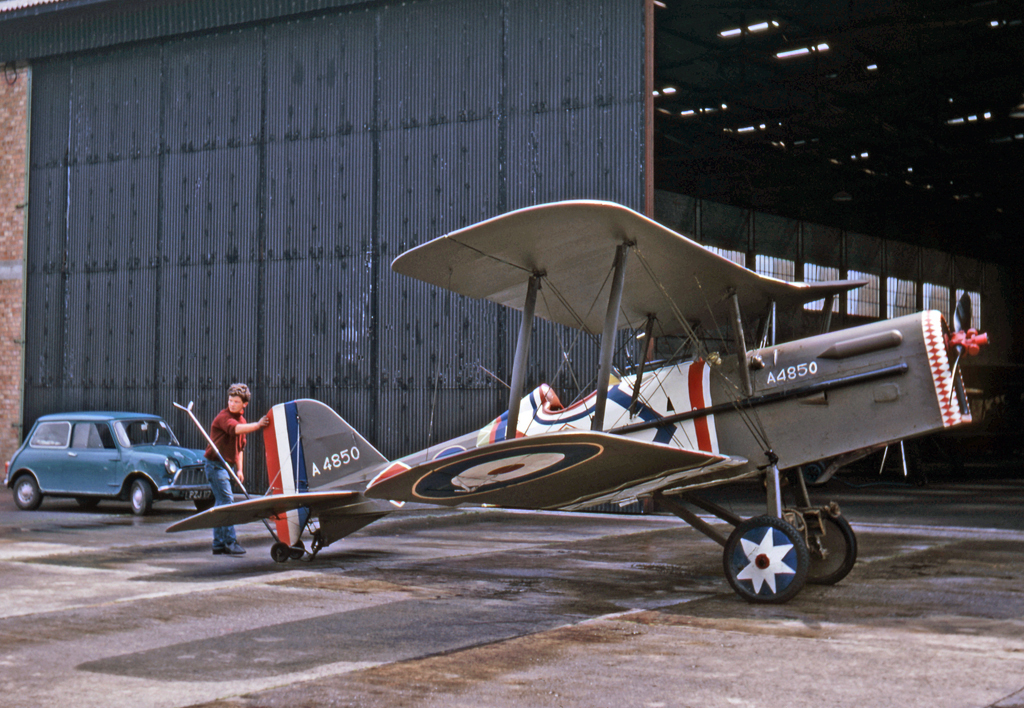
Replika letounu S.E.5a (A4850) postavená společností Miles Aircraft, 1967

### Technické údaje
- Posádka: 1 (pilot)
- Rozpětí: 8,103 m
- Délka: 6,375 m
- Výška: 2,895 m
- Plocha křídel: 22,83 m²
- Hmotnost prázdného letounu: 639 kg
- Vzletová hmotnost: 930 kg
- Pohonná jednotka: 1 × vidlicový osmiválec Hispano-Suiza 8b
  - Výkon pohonné jednotky: 200 hp (149 kW)

### Výkony
- Maximální rychlost: 210 km/h
- Dostup: 6700 m
- Čas výstupu do výšky 1981 m: 6 min
- Vytrvalost 2,5 h

### Výzbroj
- 1 × synchronizovaný kulomet Vickers ráže 7,7 mm polozapuštěný v trupu
- 1 × kulomet Lewis ráže 7,7 mm nad horním křídlem

## Uživatelé

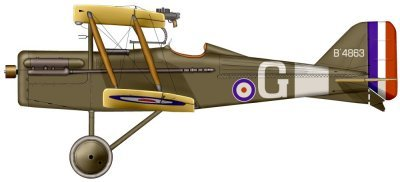
S.E.5a (B4863), major James McCudden, 56. peruť, RAF

- Austrálie
  - Australian Flying Corps
  - Royal Australian Air Force
- Jihoafrická unie
  - South African Air Force
- Kanada
  - Royal Canadian Air Force
- Polsko
- Spojené státy americké
- Spojené království
  - Royal Flying Corps
  - Royal Air Force